# Буэно, Витор
Витор Фрежарин Буэно (порт. Vitor Frezarin Bueno более известный, как Витор Буэно порт. Vitor Bueno; род. 5 сентября 1994 года в Монти-Алту, Бразилия) — бразильский футболист, полузащитник «Атлетико Паранаэнсе».

## Клубная карьера
Буэно — воспитанник клубов «Монти-Азул», «Баия» и «Ботафого Рибейран-Прету». 25 января 2014 года в матче Лиги Паулиста против «Паулисты» он дебютировал за основной состав последнего. 5 апреля 2015 года в поединке Лиги Паулиста против «Сан-Паулу» Витор забил свой первый гол за «Ботафого». Летом 2015 года Буэно на правах аренды перешёл в «Сантос». 17 сентября в матче против «Атлетико Минейро» он дебютировал в бразильской Серии А. 6 декабря в поединке против «Атлетико Паранаэнсе» Витор забил свой первый гол за «Сантос». В 2016 году он помог клубу выиграть Лигу Паулиста. По окончании аренды «Сантос» выкупил трансфер Буэно. В 2017 году в матчах Кубка Либертадорес против колумбийского «Санта-Фе», боливийского «Стронгеста» и перуанского «Спортинг Кристала» он забил по голу.
Летом 2018 года Буэно на правах аренды перешёл в киевское «Динамо».

## Достижения
Командные
 «Сантос»
- Чемпион Лиги Паулиста — 2016